# بياتا
بياتا (بالبورمية ဗျတ္တ)، كان قائدًا كبيرًا في الجيش الملكي للملك أنوراتا، وهو بحار مسلم، وانضم إلى خدمة أنوراتا بعد أن غرقت السفينته في بلدة ثاتون (تقع في ولاية مون جنوب ميانمار). تزوج بأمرأة من منطقة بويا (تقع في وسط ميانمار) وخلف منها ابنين، هما شوي هبين غي وشوي هبين نج، وفي وقت لاحق تم أدخالهم كأرواح مقدسة في الدين الشعبي البورمي، وهم يعرفون باسم الأخوة شوي هبين (بالبورمية ရွှေဖျဉ်းညီနောင်).